# Lista compozițiilor de Wolfgang Amadeus Mozart

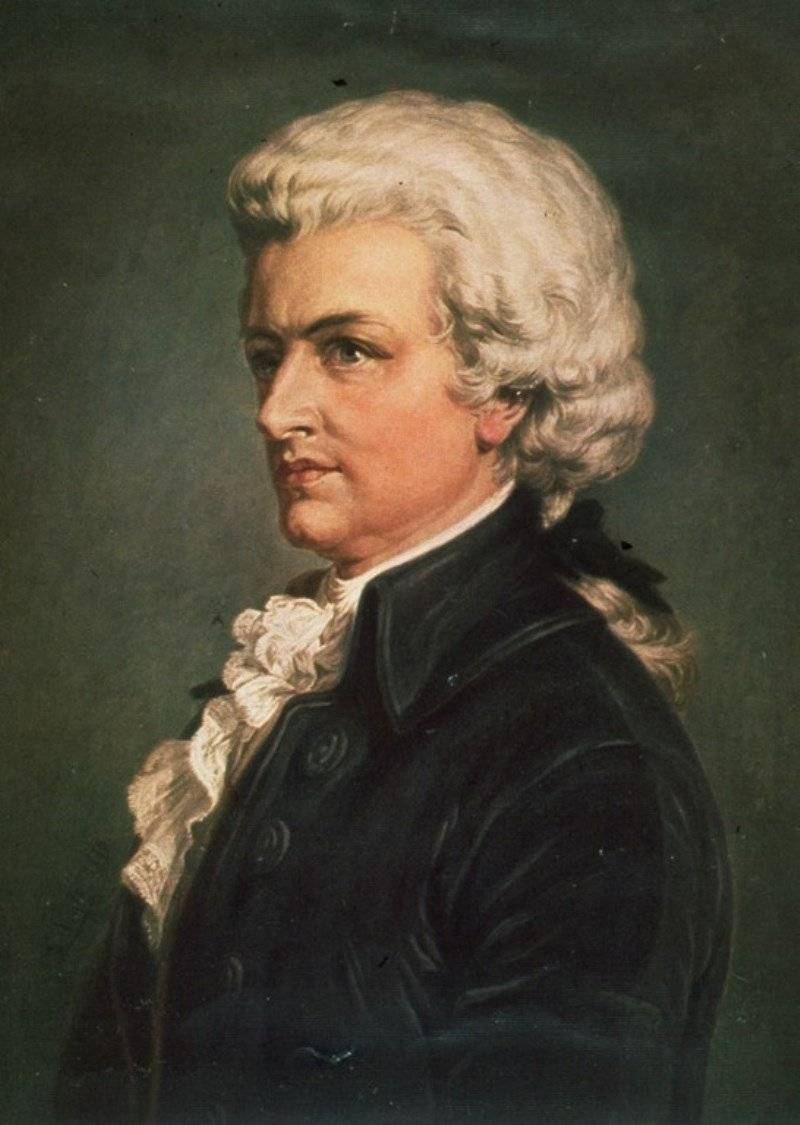
Wolfgang Amadeus Mozart

Wolfgang Amadeus Mozart a compus lucrări aparținând multor genuri muzicale: opere, simfonii, concerte și sonate pentru pian, cvartete de coarde și cvintete de coarde. Mozart a compus de asemenea muzică religioasă, lucrări pentru pian solo, alte forme de muzică de cameră, dansuri și divertismente.
Lucrările lui Mozart sunt clasificate "K." sau "KV" care corespund "Köchel Verzeichnis" (Catalogul Köchel), care este o clasificare mai mult sau mai puțin cronologică a lucrărilor lui Mozart realizată de muzicologul austriac Ludwig von Köchel.

## Simfonii
Simfoniile lui Mozart au fost compuse într-un interval de 24 de ani, între 1764 și 1788. Conform investigațiilor recente Mozart nu a compus doar 41 de simfonii clasificate în mod tradițional ci până la 68 de lucrări complete aparținând acestui gen. Totuși, prin convenție, s-a păstrat numerotarea originală și, prin urmare, ultima sa simfonie rămâne "Nr. 41". O parte dintre simfoniile sale (K. 297, 385, 550) au fost revizuite de compozitor după primele lor versiuni.

### Simfoniile din copilărie (1764-1771)
Acestea sunt simfoniile numerotate ale lui Mozart din perioada copilăriei.
- Simfonia nr. 1 în Mi bemol major, K. 16
- Simfonia nr. 2 în Si bemol major, K. 17 (falsă, atribuită lui Leopold Mozart)
- Simfonia nr. 3 în Mi bemol major, K. 18 (falsă, atribuită lui Carl Friedrich Abel)
- Simfonia nr. 4 în Re major, K. 19
- Simfonia nr. 5 în Si bemol major, K. 22
- Simfonia nr. 6 în Fa major, K. 43
- Simfonia nr. 7 în Re major, K. 45
- Simfonia nr. 8 în Re major, K. 48
- Simfonia nr. 9 în Do major, K. 73/75a
- Simfonia nr. 10 în Sol major, K. 74
- Simfonia nr. 11 în Re major, K. 84/73q
- Simfonia nr. 12 în Sol major, K. 110/75b
- Simfonia nr. 13 în Fa major, K. 112

Există și câteva simfonii nenumerotate din această perioadă. Majoritatea au primit un număr peste 41 (dar nu în ordine cronologică) într-o colecție mai veche a lucrărilor lui Mozart (Mozart-Werke, 1877–1910) dar în colecțiile mai noi sunt clasificate doar după numărul Köchel. Multe dintre aceste lucrări nu sunt universal atribuite lui Mozart.
- Simfonie în Fa major, K. 75
- Simfonie în Fa major, K. 76/42a (îndoielnică)
- Simfonie în Re major, K. 81/73l (îndoielnică)
- Simfonie în Re major, K. 95/73n
- Simfonie în Do major, K. 96/111b
- Simfonie în Re major, K. 97/73m
- Simfonie în Fa major, K. 98 (îndoielnică)
- Simfonie în Si bemol major, K. Anh. 214 (îndoielnică)
- Simfonie în Si bemol major, K. Anh. 216 (îndoielnică)
- Simfonie în Sol major „Vechiul Lambach”, K. Anh. 221/45a (Nr. 7a)
- Simfonie în Fa major, K. Anh. 223
- Simfonie în La minor „Odense”, K. Anh. 220 (disputată)

### Simfoniile din era Salzburg (1771-1777)
Niciuna dintre simfoniile compuse în această perioadă nu a fost publicată în timpul vieții lui Mozart.
- Simfonia nr. 14 în La major, K. 114 (1771)
- Simfonia nr. 15 în Sol major, K. 124 (1772)
- Simfonia nr. 16 în Do major, K. 128 (1772)
- Simfonia nr. 17 în Sol major, K. 129 (1772)
- Simfonia nr. 18 în Fa major, K. 130 (1772)
- Simfonia nr. 19 în Mi bemol major, K. 132 (1772)
- Simfonia nr. 20 în Re major, K. 133 (1772)
- Simfonia nr. 21 în La major, K. 134 (1772)
- Simfonia nr. 22 în Do major, K. 162 (1773)
- Simfonia nr. 23 în Re major, K. 181/162b (1773)
- Simfonia nr. 24 în Si bemol major, K. 182 (1773)
- Simfonia nr. 25 în Sol minor, K. 183 (1773)
- Simfonia nr. 26 în Mi bemol major, K. 184 (1773)
- Simfonia nr. 27 în Sol major, K. 199 (1773)
- Simfonia nr. 28 în Do major, K. 200 (1774)
- Simfonia nr. 29 în La major, K. 201 (1774)
- Simfonia nr. 30 în Re major, K. 202 (1774)

Există câteva simfonii nenumerotate din această perioadă care utilizează muzică din operele lui Mozart din aceeași perioadă. Și aceste simfonii au primit număr peste 41.
- Simfonie în Re major, K. 111
- Simfonie în Re major, K. 126
- Simfonie în Re major, K. 196
- Simfonie în Do major, K. 208
- Simfonie în Re major, K. 135

Există și trei simfonii din această perioadă care sunt bazate pe trei dintre serenadele lui Mozart:
- Simfonie în Re major, K. 204 (bazată pe Serenada nr. 5)
- Simfonie în Re major, K. 250 (bazată pe Serenada "Haffner")
- Simfonie în Re major, K. 310 (bazată pe Serenada "Posthorn")

### Simfoniile târzii (1778-1791)
- Simfonia nr. 31 în Re major "Paris", K. 297 (1778)
- Simfonia nr. 32 în Sol major "Uvertură în stil italian", K. 318 (1779)
- Simfonia nr. 33 în Si bemol major, K. 319 (1779)
- Simfonia nr. 34 în Do major, K. 338 (1780)
- Simfonia nr. 35 în Re major "Haffner", K. 385 (1782)
- Simfonia nr. 36 în Do major "Linz", K. 425 (1783)
- Simfonia nr. 37 în Sol major, K. 444 (1783)
  - Mulți ani aceasta a fost clasificată ca fiind o simfonie de Mozart dar cercetările au demonstrat că de fapt a fost compusă de Michael Haydn (Simfonia nr. 25), Mozart compunând doar introducerea lentă
- Simfonia nr. 38 în Re major "Praga", K. 504 (1786)

Ultimele patru simfonii (Nr. 39-42) au fost finalizate în aproximativ trei luni în 1788. Este posibil ca Mozart să își fi dorit ca aceste lucrări să fie publicate sub un singur opus, deși au rămas nepublicate până după moartea sa. Este posibil ca una sau două dintre ele să fi fost interpretate la Leipzig în 1789.
- Simfonia nr. 39 în Mi bemol major, K. 543 (1788)
- Simfonia nr. 40 în Sol minor, K. 550 (1788)
- Simfonia nr. 41 în Do major "Jupiter", K. 551 (1788)
- Simfonia nr. 42 în Re major "Für Amy", K. 552 (1788)

## Concerte

### Concerte pentru pian
Concertele pentru pian și orchestră ale lui Mozart sunt numerotate de la 1 la 27. Primele patru sunt lucrări din copilărie și sunt practic adaptări ale unor sonate pentru pian compuse de diferiți compozitori contemporani (Raupach, Honauer, Schobert, Eckart, C.P.E. Bach). Există și trei concerte nenumerotate, K. 107, care sunt adaptate după sonatele pentru pian compuse de Johann Christian Bach. Concertele nr. 7 și 10 sunt compoziții pentru trei, respectiv două piane. Restul de 21 sunt compoziții originale pentru pian solo și orchestră. Dintre acestea, 15 au fost compuse între 1782 și 1786 iar în ultimii cinci ani de viață Mozart a mai compus doar două concerte pentru pian.
- Concertul pentru pian nr. 1 în Fa major, K. 37
- Concertul pentru pian nr. 2 în Si bemol major, K. 39
- Concertul pentru pian nr. 3 în Re major, K. 40
- Concertul pentru pian nr. 4 în Sol major, K. 41
- Trei concerte pentru pian în Re major, Sol major și Mi bemol major, K. 107
- Concertul pentru pian nr. 5 în Re major, K. 175
- Concertul pentru pian nr. 6 în Si bemol major, K. 238
- Concertul pentru pian nr. 7 în Fa major pentru trei piane, K. 242
- Concertul pentru pian nr. 8 în Do major "Lützow", K. 246
- Concertul pentru pian nr. 9 în Mi bemol major "Jeunehomme", K. 271
- Concertul pentru pian nr. 10 în Mi bemol major pentru două piane, K. 365
- Concertul pentru pian nr. 11 în Fa major, K. 413/387a
- Concertul pentru pian nr. 12 în La major, K. 414/385p
- Concertul pentru pian nr. 13 în Do major, K. 415/387b
- Concertul pentru pian nr. 14 în Mi bemol major, K. 449
- Concertul pentru pian nr. 15 în Si bemol major, K. 450
- Concertul pentru pian nr. 16 în Re major, K. 451
- Concertul pentru pian nr. 17 în Sol major, K. 453
- Concertul pentru pian nr. 18 în Si bemol major, K. 456
- Concertul pentru pian nr. 19 în Fa major, K. 459
- Concertul pentru pian nr. 20 în Re minor, K. 466
- Concertul pentru pian nr. 21 în Do major, K. 467
- Concertul pentru pian nr. 22 în Mi bemol major, K. 482
- Concertul pentru pian nr. 23 în La major, K. 488
- Concertul pentru pian nr. 24 în Do minor, K. 491
- Concertul pentru pian nr. 25 în Do major, K. 503
- Concertul pentru pian nr. 26 în Re major "Încoronarea", K. 537
- Concertul pentru pian nr. 27 în Si bemol major, K. 595
- Rondo pentru pian și orchestră în Re major, K. 382
- Rondo pentru pian și orchestră în La major, K. 386

### Concerte pentru vioară
Cele cinci concerte pentru vioară ale lui Mozart au fost compuse la Salzburg în jurul anului 1775. Sunt apreciate pentru frumusețea melodiilor și pentru utilizarea ingenioasă a caracteristicilor expresive și tehnice ale instrumentului deși Mozart nu a folosit niciodată toate posibilitățile instrumentului cum au făcut alții după el (cum ar fi Beethoven sau Brahms).
- Concertul pentru vioară nr. 1 în Mi bemol major, K. 207
- Concertul pentru vioară nr. 2 în Re major, K. 211
- Concertul pentru vioară nr. 3 în Sol major, K. 216
- Concertul pentru vioară nr. 4 în Re major, K. 218
- Concertul pentru vioară nr. 5 în La major, K. 219

Mozart a compus și un adagio și două rondouri pentru vioară și orchestră:
- Adagio pentru vioară și orchestră în Mi major, K. 261 (1776)
- Rondo pentru vioară și orchestră în Si bemol major, K. 269 (între 1775 și 1777)
- Rondo pentru vioară și orchestră în Do major, K. 373 (1781)

În plus, mai sunt două concerte pentru vioară care nu sunt universal atribuite lui Mozart:
- Concertul pentru vioară în Mi bemol major, K. 268 (Nr. 6) (1780) (atribuit lui Johann Friedrich Eck)
- Concertul pentru vioară în Re major "Kolb", K. 271a (Nr. 7) (1777)

### Concerte pentru corn
De departe cele mai frecvent interpretate concerte pentru corn, cele patru concerte pentru corn ocupă un loc important în repertoriul corniștilor profesioniști. Au fost compuse pentru prietenul lui Mozart Joseph Leutgeb. Concertele, în special al patrulea, au fost compuse drept lucrări virtuoze care permiteau solistului să demonstreze o varietate de abilități la cornul fără valve din perioada lui Mozart. Concertele pentru corn sunt caracterizate prin dialogul elegant și umoristic dintre solist și orchestră.
- Concertul pentru corn nr. 1 în Re major, K. 412 (1791)
- Concertul pentru corn nr. 2 în Mi bemol major, K. 417 (1783)
- Concertul pentru corn nr. 3 în Mi bemol major, K. 447 (c. 1784-1787)
- Concertul pentru corn nr. 4 în Mi bemol major, K. 495 (1786)

### Concerte pentru instrumente de suflat din lemn
- Concertul pentru fagot în Si bemol major, K. 191 (1774)
- Concertul pentru flaut, harpă și orchestră în Do major, K. 299 (1778)
- Concertul pentru flaut nr. 1 în Sol major, K. 313 (1778)
- Concertul pentru oboi în Do major, K. 314 (1777-1778)
- Concertul pentru flaut nr. 2 în Re major, K. 314 (1778) (o adaptare a concertului pentru oboi)
- Andante pentru flaut și orchestră în Do major, K. 315/285e (1778)
- Concertul pentru clarinet în La major, K. 622 (1791)

### Simfonii concertante
- Simfonia concertantă pentru vioară, violă și orchestră în Mi bemol major, K. 364 (1779)
- Simfonia concertantă pentru oboi, clarinet, corn, fagot și orchestră în Mi bemol major, K. 297b (probabil un aranjament al Simfoniei concertante pentru flaut, oboi, corn, fagot și orchestră din 1778, pierdută)

Acestea nu au fost singurele încercări ale lui Mozart în gen. În această perioadă a mai compus alte lucrări dar nu au fost niciodată terminate.
- Simfonia concertantă pentru vioară, violă, violoncel și orchestră în La major, K. 320e (c. 1779, fragment)
- Simfonia concertantă pentru pian, vioară și orchestră în Re major, K. Anh. 56 (1778, fragment)

### Alte concerte
- Concertul pentru trompetă, K. 47c (pierdut)
- Concertul pentru violoncel, K. 206a (1775, pierdut)

## Muzică pentru pian
Primele compoziții ale lui Mozart sunt sonatele pentru pian și alte lucrări pentru pian deoarece acesta este instrumentul cu care a avut loc educația sa muzicală. Aproape tot ce a compus pentru pian era destinat pentru a fi interpretat de el însuși (sau de sora sa, și ea o pianistă desăvârșită). Între 1782 și 1786 a compus 20 de lucrări pentru pian solo (inclusiv sonate, variațiuni, suite, fugi și rondouri) precum și lucrări pentru pian la patru mâini și pentru două piane.

### Sonate pentru pian
- Sonata pentru pian nr. 1 în Do major, K. 279 (Munchen, 1771)
- Sonata pentru pian nr. 2 în Fa major, K. 280 (Munchen, 1771)
- Sonata pentru pian nr. 3 în Si bemol major, K. 281 (Munchen, 1774)
- Sonata pentru pian nr. 4 în Mi bemol major, K. 282 (Munchen, 1774)
- Sonata pentru pian nr. 5 în Sol major, K. 283 (Munchen, 1774)
- Sonata pentru pian nr. 6 în Re major, K. 284 (Munchen, 1775)
- Sonata pentru pian nr. 7 în Do major, K. 309 (Mannheim, 1777)
- Sonata pentru pian nr. 8 în La minor, K. 310 (Paris, 1778)
- Sonata pentru pian nr. 9 în Re major, K. 311 (Mannheim, 1777)
- Sonata pentru pian nr. 10 în Do major, K. 330 (1783)
- Sonata pentru pian nr. 11 "Rondo Turcesc" în La major, K. 331 (1783)
- Sonata pentru pian nr. 12 în Fa major, K. 332 (1783)
- Sonata pentru pian nr. 13 în Si bemol major, K. 333 (1783)
- Sonata pentru pian nr. 14 în Do minor, K. 457 (Viena, 1784)
- Sonata pentru pian nr. 15 în Fa major, K. 533/494 (Viena, 1788)
- Sonata pentru pian nr. 16 în Do major "Facile", K. 545 (Viena, 1788)
- Sonata pentru pian nr. 17 în Si bemol major, K. 570 (Viena, 1789)
- Sonata pentru pian nr. 18 în Re major, K. 576 (Viena, 1789)

### Variațiuni
- 8 variațiuni în Sol major pe cântecul olandez "Laat ons Juichen, Batavieren!" de Christian Ernst Graaf, K. 24
- 7 variațiuni în Re major pe cântecul olandez "Willem van Nassau", K. 25
- 6 variațiuni în Fa major, K. 54
- 12 variațiuni în Do major pe un menuet de Johann Christian Fischer, K. 179
- 6 variațiuni în Sol major pe "Mio car Adone" din opera La fiera di Venezia de Antonio Salieri, K. 180
- 9 variațiuni în Do major pe arietta "Lison dormait" din opera Julie de Nicolas Dezède, K. 264
- 12 variațiuni în Do major pe cântecul francez "Ah, vous dirai-je, Maman", K. 265
- 8 variațiuni în Fa major pe corul "Dieu d'amour" din opera Les mariages samnites de André Grétry, K. 352
- 12 variațiuni în Mi bemol major pe cântecul francez "La belle Françoise", K. 353
- 12 variațiuni în Mi bemol major pe romanța "Je suis Lindor" din piesa de teatru Le Barbier de Seville de Pierre Beaumarchais, muzică de Antoine-Laurent Baudron, K. 354
- 6 variațiuni în Fa major pe aria "Salve tu, Domine" din opera I filosofi immaginarii de Giovanni Paisiello, K. 398
- 10 variațiuni în Sol major pe aria "Unser dummer Pöbel meint" din La rencontre imprévue de Christoph Willibald Gluck, K. 455
- 8 variațiuni în La major pe "Come un agnello" din Fra i due litiganti il terzo gode de Giuseppe Sarti, K. 460
- 12 variațiuni pe un Allegretto în Si major, K. 500
- 9 variațiuni în Re major pe un menuet de Jean-Pierre Duport, K. 573
- 8 variațiuni în Fa major pe cântecul "Ein Weib ist das herrlichste Ding" din Der dumme Gartner de Benedikt Schack, K. 613

### Diferite piese
- Cartea muzicală Nannerl

1. Andante în Do major, K. 1a
2. Allegro în Do major, K. 1b
3. Allegro în Fa major, K. 1c
4. Menuet în Fa major, K. 1d
5. Menuet în Sol major, K. 1e
6. Menuet în Do major, K. 1f
7. Menuet în Fa major, K. 2
8. Allegro în Si-bemol major, K. 3
9. Menuet în Fa major, K. 4
10. Menuet în Fa major, K. 5
11. Allegro în Do major, K. 5a
12. Andante în Si bemol major, K. 5b

- Klavierstück în Fa major, K. 33b (septembrie 1766)
- Fantezia nr. 1 cu Fugă în Do major, K. 394 (Viena, 1782)
- Fantezia nr. 2 în Do minor, K. 396 (Viena, 1782)
- Fantezia nr. 3 în Re minor, K. 397 (Viena, 1782)
- Fantezia nr. 4 în Do minor, K. 475 (Viena, 1785)
- Rondo nr. 1 în Re major, K. 485
- Rondo nr. 2 în Fa major, K. 494
- Rondo nr. 3 în La minor, K. 511
- Adagio pentru pian în Si minor, K. 540 (Viena, 1788)
- Sonată pentru pian în Fa major, K. 547a (Viena, 1788) (adaptată după K. 547 și K. 545)

### Alte piese pentru pian
- Schița londoneză, K. 15a - K. 15ss
- Allegro dintr-o sonată în Sol minor, K. 312 (neverificată)
- Menuet în Re major, K. 355
- Capriciu în Do major, K. 395
- Suită în Do major (Uvertură, Allemande, Courante și o Sarabande incompletă), K. 399
- Allegro în Si bemol major (neterminată, terminată de M. Stadler), K. 400
- Fugă în Sol minor (neterminată), K. 401
- Marș funebru în Do minor, K. 453a
- Sonată pentru pian în Si bemol major, K. 498a (neverificată)
- Eine Kleine Gigue în Sol major, K. 574
- Andante în Fa major pentru orgă mecanică mică, K. 608

### Lucrări pentru pian la patru mâini
- Sonată pentru claviatură la patru mâini în Do major, K. 19d (mai 1765)
- Sonată pentru claviatură la patru mâini în Re major, K. 381/123a
- Sonată pentru claviatură la patru mâini în Si bemol major, K. 358/186c
- Sonată pentru claviatură la patru mâini în Fa major, K. 497
- Sonată pentru claviatură la patru mâini în Do major, K. 521
- Sonată pentru claviatură la patru mâini în Sol major, K. 357 (neterminată)
- Fugă în Sol minor, K. 401
- Andante și Variațiuni în Sol major, K. 501
- Adagio și Allegro (Fantezie) în Fa minor, K. 594
- Fantezie în Fa minor, K. 608

### Lucrări pentru două piane
- Sonată pentru două piane în Re major, K. 448/375a
- Fugă în Do minor pentru două piane, K. 426 (transpusă pentru coarde ca K. 546)

## Muzică de cameră

### Muzică pentru vioară

#### Sonatele pentru vioară din copilărie (1763-1766)
- Sonata pentru vioară nr. 1 în Do major pentru claviatură și vioară, K. 6
- Sonata pentru vioară nr. 2 în Re major pentru claviatură și vioară, K. 7
- Sonata pentru vioară nr. 3 în Si bemol major pentru claviatură și vioară, K. 8
- Sonata pentru vioară nr. 4 în Sol major pentru claviatură și vioară, K. 9
- Sonata pentru vioară nr. 5 Si bemol major pentru claviatură și vioară (sau flaut), K. 10
- Sonata pentru vioară nr. 6 în Sol major pentru claviatură și vioară (sau flaut), K. 11
- Sonata pentru vioară nr. 7 în La major pentru claviatură și vioară (sau flaut), K. 12
- Sonata pentru vioară nr. 8 în Fa major pentru claviatură și vioară (sau flaut), K. 13
- Sonata pentru vioară nr. 9 în Do major pentru claviatură și vioară (sau flaut), K. 14
- Sonata pentru vioară nr. 10 în Si bemol major pentru claviatură și vioară (sau flaut), K. 15
- Sonata pentru vioară nr. 11 în Mi bemol major pentru claviatură și vioară, K. 26
- Sonata pentru vioară nr. 12 în Sol major pentru claviatură și vioară, K. 27
- Sonata pentru vioară nr. 13 în Do major pentru claviatură și vioară, K. 28
- Sonata pentru vioară nr. 14 în Re major pentru claviatură și vioară, K. 29
- Sonata pentru vioară nr. 15 în Fa major pentru claviatură și vioară, K. 30
- Sonata pentru vioară nr. 16 în Si bemol major pentru claviatură și vioară, K. 31

#### Sonatele pentru vioară de la maturitate (1778-1788)
- Sonata pentru vioară nr. 17 în Do major, K. 296
- Sonata pentru vioară nr. 18 în Sol major, K. 301
- Sonata pentru vioară nr. 19 în Mi bemol major, K. 302
- Sonata pentru vioară nr. 20 în Do major, K. 303
- Sonata pentru vioară nr. 21 în Mi minor, K. 304
- Sonata pentru vioară nr. 22 în La major, K. 305
- Sonata pentru vioară nr. 23 în Re major, K. 306
- Sonata pentru vioară nr. 24 în Fa major, K. 376
- Sonata pentru vioară nr. 25 în Fa major, K. 377
- Sonata pentru vioară nr. 26 în Si bemol major, K. 378
- Sonata pentru vioară nr. 27 în Sol major, K. 379
- Sonata pentru vioară nr. 28 în Mi bemol major, K. 380
- Sonata pentru vioară nr. 29 în La major, K. 402 (fragment, terminat de M. Stadler)
- Sonata pentru vioară nr. 30 în Do major, K. 403 (fragment, terminat de M. Stadler)
- Sonata pentru vioară nr. 31 în Do major, K. 404 (fragment)
- Sonata pentru vioară nr. 32 în Si bemol major, K. 454
- Sonata pentru vioară nr. 33 în Mi bemol major, K. 481
- Sonata pentru vioară nr. 35 în La major, K. 526
- Sonata pentru vioară nr. 36 în Fa major, K. 547

#### Variațiuni pentru vioară și pian
- Variațiuni în Sol major "La bergere Celimene" , K. 359
- 6 variațiuni în Sol minor pe "Helas, j'ai perdu mon amant", K. 360

### Duete și triouri de coarde
- Trio pentru două viori și violoncel în Si bemol major, K. 266
- Preludii și Fugi pentru vioară, violă și violoncel, K. 404a
- Duet pentru vioară și violă în Sol major, K. 423 (1783)
- Duet pentru vioară și violă în Si bemol major, K. 424 (1783)
- Trio pentru vioară, violă și violoncel în Mi bemol major, K. 563 (1788)
- Trio pentru vioară, violă și violoncel în Sol major, K. 562e (1788, fragment)

### Cvartete de coarde
- Cvartetul de coarde nr. 1 în Sol major "Lodi", K. 80 (1770)
- Cvartetele milaneze
  - Cvartetul de coarde nr. 2 în Re major, K. 155 (1772)
  - Cvartetul de coarde nr. 3 în Sol major, K. 156 (1772)
  - Cvartetul de coarde nr. 4 în Do major, K. 157 (1772-1773)
  - Cvartetul de coarde nr. 5 în Fa major, K. 158 (1772-1773)
  - Cvartetul de coarde nr. 6 în Si bemol major, K. 159 (1773)
  - Cvartetul de coarde nr. 7 în Mi bemol major, K. 160 (1773)
- Cvartetele vieneze
  - Cvartetul de coarde nr. 8 în Fa major, K. 168 (1773)
  - Cvartetul de coarde nr. 9 în La major, K. 169 (1773)
  - Cvartetul de coarde nr. 10 în Do major, K. 170 (1773)
  - Cvartetul de coarde nr. 11 în Mi bemol major, K. 171 (1773)
  - Cvartetul de coarde nr. 12 în Si bemol major, K. 172 (1773)
  - Cvartetul de coarde nr. 13 în Re minor, K. 173 (1773)
- Cvartetele Haydn
  - Cvartetul de coarde nr. 14 în Sol major "Primăvara", K. 387 (1782)
  - Cvartetul de coarde nr. 15 în Re minor, K. 421 (1783)
  - Cvartetul de coarde nr. 16 în Mi bemol major, K. 428 (1783)
  - Cvartetul de coarde nr. 17 în Si bemol major "Vânătoarea", K. 458 (1784)
  - Cvartetul de coarde nr. 18 în La major, K. 464 (1785)
  - Cvartetul de coarde nr. 19 în Do major "Disonanța", K. 465 (1785)
- Cvartetul de coarde nr. 20 în Re major "Hoffmeister", K. 499 (1786)
- Cvartetele prusace
  - Cvartetul de coarde nr. 21 în Re major, K. 575 (1789)
  - Cvartetul de coarde nr. 22 în Si bemol major, K. 589 (1790)
  - Cvartetul de coarde nr. 23 în Fa major, K. 590 (1790)

### Cvintete de coarde
Cvintetele de coarde (K. 174, 406, 515, 516, 593, 614) sunt pentru două viori, două viole și violoncel. Charles Rosen a scris că "în consens general, cea mai mare realizare a lui Mozart în domeniul muzicii de cameră este grupul de cvintet de coarde cu două viole".
- Cvintetul de coarde nr. 1 în Si bemol major, K. 174
- Cvintetul de coarde nr. 2 în Do minor, K. 406 (o transcripție pentru cvintet de coarde a Octetului pentru suflători în Do minor, K. 388)
- Cvintetul de coarde nr. 3 în Do major, K. 515
- Cvintetul de coarde nr. 4 în Sol minor, K. 516
- Cvintetul de coarde nr. 5 în Re major, K. 593
- Cvintetul de coarde nr. 6 în Mi bemol major, K. 614

### Triouri de pian
- Divertisment în Si bemol major pentru pian, vioară și violoncel, K. 254
- Sonată Trio în Sol major pentru pian, vioară și violoncel, K. 496
- Trio pentru pian în Si bemol major, K. 502
- Trio pentru pian în Mi major, K. 542
- Trio pentru pian în Do major, K. 548
- Trio pentru pian în Sol major, K. 564

### Alte lucrări de cameră
- Cvartetele de flaut (flaut, vioară, violă și violoncel), K. 285, K. 285a, K. 285b, K. 298 (1777-1778)
- Sonata pentru fagot și violoncel în Si bemol major, K. 292
- Cvartetul de oboi (oboi, vioară, violă și violoncel) în Fa major, K. 370 (1781)
- Cvintetul de corn în Mi bemol major, K. 407
- Cvintetul de pian și suflători (oboi, clarinet, corn și fagot), K. 452 (1784)
- Cvartetul de pian nr. 1 în Sol minor, K. 478 (1785)
- 12 duete pentru doi corni, K. 487
- Cvartetul de pian nr. 2 în Mi bemol major, K. 493 (1786)
- Trio pentru clarinet, violă și pian în Mi bemol major "Kegelstatt", K. 498 (1786)
- Adagio și Fugă în Do minor, K. 546 (1788) (o transcripție a fugii în Do minor pentru două piane, K. 426)
- Adagio și Rondo pentru muzicuță de sticlă, flaut, oboi, violă și violoncel, K. 617 (1791)
- Adagio în Do major pentru muzicuță de sticlă, K. 617a (1791)

## Serenade, divertismente și alte lucrări instrumentale

### Serenade
- Serenada nr. 1 în Re major, K. 100
- Serenada nr. 3 în Re major "Antretter", K. 185
- Serenada nr. 4 în Re major "Colloredo", K. 203
- Serenada nr. 5 în Re major, K. 204
- Serenada nr. 6 în Re major "Serenata Notturna", K. 239
- Serenada nr. 7 în Re major "Haffner", K. 250
- Nocturnă în Re major pentru patru orchestre (Serenada nr. 8), K. 286 (1776-1777) (fiecare din cele "patru" orchestre este alcătuită din doi corni francezi, două viori, violă și violoncel)
- Serenada nr. 9 în Re major "Posthorn", K. 320
- Serenada nr. 10 în Si bemol major pentru 12 suflători și contrabas "Gran Partita", K. 361
- Serenada nr. 11 în Mi bemol major pentru suflători, K. 375
- Serenada nr. 12 în Do minor pentru suflători, K. 388
- Serenada nr. 13 în Sol major pentru cvartet de coarde și contrabas "Eine Kleine Nachtmusik", K. 525

### Divertismente
- Galimathias Musicum (Quodlibet), K. 32 (1766)
- Casare în Sol major, K. 63 (1769)
- Casare în Si bemol major, K. 99 (1769)
- Divertisment în Mi bemol major, K. 113 (1771)
- Divertisment în Re major, K. 131 (1772)
- Divertisment în Re major pentru cvartet de coarde sau orchestră de coarde, K. 136 (1772)
- Divertisment în Si bemol major pentru cvartet de coarde sau orchestră de coarde, K. 137 (1772)
- Divertisment în Fa major pentru cvartet de coarde sau orchestră de coarde, K. 138 (1772)
- Divertisment în Mi bemol major, K. 166
- Divertisment în Si bemol major, K. 186
- Divertisment în Re major, K. 205 (1773)
- Divertisment în Fa major, K. 213
- Divertisment în Si bemol major, K. 240
- Divertisment în Fa major "Lodron", K. 247 (1776)
- Divertisment în Re major, K. 251 (1776)
- Divertisment în Mi bemol major, K. 252
- Divertisment în Fa major, K. 253
- Divertisment în Si bemol major, K. 270
- Divertisment în Si bemol major "Lodron", K. 287 (1777)
- Divertisment în Re major, K. 334 (1779-1780)
- 25 de piese (cinci divertismente) pentru trei corni, K. 439b
- Divertisment pentru doi corni și coarde "O glumă muzicală" ("Ein Musikalischer Spaß"), K. 522
- Divertisment pentru trio de coarde în Mi bemol major, K. 563 (1788)

### Marșuri
- Marș în Re major, K. 62 (introducere pentru Serenada K. 100)
- Marș în Re major, K. 189 (posibil pentru a introduce/încheia Serenada K. 185)
- Marș în Do major, K. 214
- Marș în Re major, K. 215 (pentru a introduce/încheia Serenada K. 204)
- Marș în Re major, K. 237 (pentru a introduce/încheia Serenada K. 203)
- Marș în Fa major, K. 248 (pentru a fi utilizată în Divertisment K. 247)
- Marș în Re major, K. 249 (pentru a introduce și/sau încheia Serenada "Haffner", K. 250)
- Marș în Re major, K. 290
- Marș în Re major, K. 335, Nr. 1 (posibil pentru a introduce Serenada "Posthorn", K. 320)
- Marș în Re major, K. 335, Nr. 2 (posibil pentru a încheia Serenada "Posthorn", K. 320)
- Marș în Do major, K. 408, Nr. 1
- Marș în Re major, K. 408, Nr. 2
- Marș în Do major, K. 408, Nr. 3
- Marș în Re major, K. 445 (pentru a fi utilizată în Divertisment K. 334)

### Dansuri
Mozart a compus numeroase dansuri pentru orchestră, inclusiv aparținând genului menuet (peste 100), contradans și alemandă (sau Dansuri Germane). În compoziția menuetelor Mozart a urmat în general exemplul lui Haydn, preferând caracterul lent al dansului. Alemandele (56, compuse între 1787 și 1791) erau compuse în special pentru balurile publice din Viena.
- 6 menuete, K. 61h
- 7 menuete, k. 65h
- 4 contradansuri, K. 101
- 20 de menuete, K. 103
- 6 menuete, K. 104
- 6 menuete, K. 105
- Menuet în Mi bemol major, K. 122
- Contradans în Si bemol major, K. 123
- 6 menuete, K. 164
- 16 menuete, K. 176
- 4 contradansuri, K. 267
- Gavotă în Si bemol major, K. 300
- 3 menuete, K. 363
- 5 menuete, K. 461
- 6 contradansuri, K. 462
- 2 cadrile, K. 463
- 6 dansuri germane, K. 509
- Contradans în Re major "Das Donnerwetter", K. 534
- Contradans în Do major "La Bataille", K. 535
- 6 dansuri germane, K. 536
- 6 dansuri germane, K. 567
- 12 menuete, K. 568
- 6 dansuri germane, K. 571
- 12 menuete, K. 585
- 12 dansuri germane, K. 586
- Contradans în Do major "Der Sieg vom Helden Koburg", K. 587
- 6 menuete, K. 599
- 6 dansuri germane, K. 600
- 4 menuete, K. 601
- 4 dansuri germane, K. 602
- 2 contradansuri, K. 603
- 2 menuete, K. 604
- 3 dansuri germane, K. 605
- 6 dansuri germane, K. 606
- 5 contradansuri, K. 609
- Contradans în Sol major, K. 610

## Muzică religioasă
Lucrările religioase ale lui Mozart sunt în principal vocale dar există și lucrări instrumentale, cum ar fi Sonatele da chiesa pentru două viori, contrabas și orgă, compuse între 1767 și 1780. Muzica sa religioasă prezintă un mozaic stilistic bogat: elementele de muzică gregoriană se întrepătrund cu contrapunctul riguros și chiar elemente de operă. Unitatea și consistența stilistică este prezentă în toate lucrările sale religioase.

### Mise
- Missa brevis în Sol major, K. 49
- Missa brevis în Re minor, K. 65
- Missa solemnis în Do major Dominicusmesse, K. 66
- Missa solemnis în Do minor Waisenhausmesse, K. 139
- Missa brevis în Sol major, K. 140
- Missa in honorem Sanctissimae Trinitatis, K. 167
- Missa brevis în Fa major, K. 192
- Missa brevis în Re major, K. 194
- Misa Vrabiei în Do major Spatzenmesse, K. 220
- Misa Credo în Do major, K. 257
- Missa brevis în Do major Piccolomesse, K. 258
- Missa brevis în Do major, K. 259
- Missa longa în Do major, K. 262
- Missa brevis în Si bemol major, K. 275
- Misa Încoronării, K. 317
- Missa solemnis Missa aulica, K. 337
- Marea Misă în Do minor, K. 427
- Recviem în Re minor, K. 626 (finalizat de Franz Xaver Süssmayr după moartea lui Mozart)

### Alte lucrări religioase
- Dumnezeu este refugiul nostru, K. 20
- Kyrie în Fa major, K. 33
- Scande Coeli Limina în Do major, K. 34
- Miserere în La minor, K. 85
- Kyrie în Re minor pentru soprană, alto, tenor și bas, K. 90
- Regina Coeli pentru soprană, cor și orchestră, K. 108
- Regina Coeli pentru soprană, cor și orchestră, K. 127
- Te Deum, K. 141
- Exsultate, jubilate, K. 165
- Regina Coeli pentru soprană, cor și orchestră, K. 276
- Kyrie în Re minor, K. 341
- Ave verum corpus, K. 618

Două lucrări pentru vecernie:
- Vesperae de Dominica în Do major, K. 321
- Vesperae solennes de confessore, K. 339 (1780)

## Sonate de biserică
- Sonata de biserică nr. 1 în Mi bemol major, K. 67 (1772)
- Sonata de biserică nr. 2 în Si bemol major, K. 68 (1772)
- Sonata de biserică nr. 3 în Re major, K. 69 (1772)
- Sonata de biserică nr. 4 în Re major, K. 144 (1772)
- Sonata de biserică nr. 5 în Fa major, K. 145 (1772)
- Sonata de biserică nr. 6 în Si bemol major, K. 212 (1775)
- Sonata de biserică nr. 7 în Fa major, K. 224 (1776)
- Sonata de biserică nr. 8 în La major, K. 225 (1776)
- Sonata de biserică nr. 9 în Sol major, K. 241 (1776)
- Sonata de biserică nr. 10 în Fa major, K. 244 (1776)
- Sonata de biserică nr. 11 în Re major, K. 245 (1776)
- Sonata de biserică nr. 12 în Do major, K. 263 (1776)
- Sonata de biserică nr. 13 în Sol major, K. 274 (1777)
- Sonata de biserică nr. 14 în Do major, K. 278 (1777)
- Sonata de biserică nr. 15 în Do major, K. 328 (1779)
- Sonata de biserică nr. 16 în Do major, K. 329 (1779)
- Sonata de biserică nr. 17 în Do major, K. 336 (1780)

## Muzică pentru orgă
- Fugă în Mi bemol major, K. 153
- Fugă în Sol minor, K. 154
- Uvertură în Do major, K. 399
- Fugă în Sol minor, K. 401
- Eine kleine Gigue, K. 574
- Adagio și Allegro în Fa minor pentru orgă mecanică, K. 594 (1790)
- Fantezie în Fa minor pentru orgă mecanică, K. 608 (1791)
- Andante în Fa major pentru orgă mecanică mică, K. 616 (1791)

## Opere
- Die Schuldigkeit des ersten Gebots, K. 35 (1767)
- Apollo et Hyacinthus, K. 38 (1767)
- Bastien und Bastienne, K. 50 (1768)
- La finta semplice, K. 51 (1768)
- Mitridate, re di Ponto, K. 87 (1770)
- Ascanio in Alba, K. 111 (1771)
- Betulia liberata (oratoriu), K. 118 (1771)
- Il sogno di Scipione, K. 126 (1772)
- Lucio Silla, K. 135 (1772)
- Thamos, König in Ägypten (1773, 1775)
- La finta giardiniera, K. 196 (1774–75)
- Il re pastore, K. 208 (1775)
- Zaide, K. 344 (1779)
- Idomeneo, K. 366 (1781)
- Die Entführung aus dem Serail, K. 384 (1782)
- L'oca del Cairo, K. 422 (1783)
- Lo sposo deluso, K. 430
- Der Schauspieldirektor, K. 486 (1786)
- Le nozze di Figaro, K. 492 (1786)
- Don Giovanni, K. 527 (1787)
- Così fan tutte, K. 588 (1789)
- Die Zauberflöte, K. 620 (1791)
- La clemenza di Tito, K. 621 (1791)